# Autodesk Inventor (phần mềm CAD)
Autodesk Inventor là một ứng dụng CAD dùng cho thiết kế cơ khí 3D, mô phỏng, trực quan hóa và tạo tài liệu được phát triển bởi Autodesk.

## Các tính năng
Inventor cho phép tích hợp dữ liệu 2D và 3D trong một môi trường duy nhất, tạo ra một ảnh ảo của sản phẩm cuối cùng cho phép người dùng xác định hình thức, phù hợp và chức năng của sản phẩm trước khi nó được chế tạo. Autodesk Inventor bao gồm các công cụ mô hình tham số, chỉnh sửa trực tiếp và tự do hóa mạnh mẽ cũng như khả năng chuyển đổi sang định dạng CAD khác và trong bản vẽ DWG ™ tiêu chuẩn của họ. Inventor sử dụng ShapeManager, hạt nhân mô hình hóa độc quyền của Autodesk. Autodesk Inventor cạnh tranh trực tiếp với SolidWorks, Solid Edge và Creo.

## Các phiên bản
Dòng sản phẩm Autodesk Inventor mới nhất bao gồm các phần mềm sau:
- Autodesk Inventor LT 2018
- Autodesk Inventor Professional 2018

## Ngày phát hành và tên
| Phiên bản | Tên mã      | Ngày phát hành           | Có gì mới |
| --------- | ----------- | ------------------------ | --- |
| 1         | Mustang     | Ngày 20 tháng 9 năm 1999 | |
| 2         | Thunderbird | Ngày 1 tháng 3 năm 2000  | |
| 3         | Camaro      | Ngày 1 tháng 8 năm 2000  | |
| 4         | Corvette    | Ngày 1 tháng 12 năm 2000 | |
| 5         | Durango     | Ngày 17 tháng 9 năm 2001 | |
| 5.3       | Prowler     | 30 tháng 1 năm 2002      | |
| 6         | Viper       | 15 tháng 10 năm 2002     | |
| 7         | Wrangler    | Ngày 18 tháng 4 năm 2003 | Hỗ trợ DWG mới cho AutoCAD 2004, Khả năng tương thích của Autodesk® Express Viewer, Hiệu năng thiết kế lớn |
| 8         | Cherokee    | 15 tháng 10 năm 2003     | |
| 9         | Crossfire   | Ngày 15 tháng 7 năm 2004 | |
| 10        | Freestyle   | Ngày 6 tháng 4 năm 2005  | Task Scheduler, Inventor Studio, nhập liên kết của dữ liệu Desktop Mechanical, Design Accelerators, các ràng buộc Assembly sử dụng các màu sắc để phân biệt giữa lựa chọn ràng buộc thứ nhất và thứ hai.                                   |
| 11        | Faraday     | Ngày 6 tháng 4 năm 2006  | |
| 2008      | Goddard     | Ngày 11 tháng 4 năm 2007 | |
| 2009      | Tesla       | Ngày 16 tháng 4 năm 2008 | Frame Generator, Sheet Metal, mô hình xương |
| 2010      | Hopper      | Ngày 27 tháng 2 năm 2009 | Ribbon, Phân tích phần tử hữu hạn mới |
| 2011      | Sikorsky    | Ngày 26 tháng 3 năm 2010 | Dynamic Input, Direct Manipulation, Assemble tool, Visualization, iCopy, iLogic |
| 2012      | Brunel      | Ngày 22 tháng 3 năm 2011 | Cung cấp các cách dễ dàng hơn để tương tác với dữ liệu thiết kế cơ khí 3D; cơ hội mới để chia sẻ, chấp nhận và cập nhật dữ liệu CAD bất kể nguồn và phức tạp; và cải thiện hiệu suất và hiệu suất cao cho cả người dùng và phòng CNTT      |
| 2013      | Goodyear    | Ngày 27 tháng 3 năm 2012 | Đường cong theo phương trình |
| 2014      | Franklin    | Ngày 27 tháng 3 năm 2013 | Express mode, Connection, Symmetrical constraint, Slot geometry, Hình chữ nhật nâng cao,FEA thành mỏng, FEA khung, Thư mục ràng buộc lắp ráp Mouseover grounded constraint visibility, Model & assembly simplification, Joint constraints. |
| 2015      | Dyson       | Ngày 28 tháng 3 năm 2014 | Freeform, Direct Edit |
| 2016      | Shelby      | Ngày 16 tháng 4 năm 2015 | Multi-CAD, Tính tương thích giữa AutoCAD Electrical và Inventor, Shape Generator, 3D Printing Environment, Graphics/Visualization/Studio Enhancements                                                                                      |
| 2017      | Enzo        | Ngày 28 tháng 3 năm 2016 | Cải tiến mô hình, hỗ trợ AnyCAD mở rộng, xuất PDF 3D, môi trường trình bày nâng cao, hướng dẫn tạo hướng dẫn |
| 2018      | Elon        | Ngày 24 tháng 3 năm 2017 | Định nghĩa dựa trên mô hình, hỗ trợ AnyCAD mở rộng, cải tiến hiệu suất lắp ráp lớn, đơn giản hóa / cải tiến shrinkwrap, nhiều quy tắc cho các bộ phận kim loại tấm, hỗ trợ lưới trong chế độ xem bản vẽ                                    |
| 2019      | Zora        | Ngày 10 tháng 4 năm 2018 | Cải thiện hiệu suất, cải tiến hiệu suất lắp ráp lớn, công tác với chế độ xem chia sẻ được, lệnh mở rộng lỗ, cải tiến iLogic, định nghĩa dựa trên mô hình, quy trình làm việc mô hình hóa được cải tiến và kim loại tấm để sản xuất         |